# Tahoua (região)
Tahoua é uma região administrativa no Níger. Tahoua abrange 113.371 km², que representa 8,95% do território nacional. A capital do departamento é Tahoua.
Encontra-se limitada a Norte pela região de Agadez, a Sul pela República Federal da Nigéria, a Este pela região de Maradi e a Oeste pela região de Dosso e de Tillabéri (região) e pela República do Mali.

## Departamentos
É constituída por 12 departamentos (os 8 primeiros criados pela Lei N.° 98-30 de 14 de Setembro de 1998 e os restantes 4 em Agosto de 2011):
- Abalak
- Birni
- Nkonni
- Bouza
- Illéla
- Keita
- Madaoua
- Tahoua
- Tchintabaraden